# Gareila amurensis
Gareila amurensis är en stekelart som beskrevs av Heinrich 1980. Gareila amurensis ingår i släktet Gareila, och familjen brokparasitsteklar. Inga underarter finns listade.